# Monotoideae
Monotoideae es una subfamilia de plantas con flores con 15 géneros perteneciente a la familia Dipterocarpaceae. . Contiene 3 géneros y 30 especies. Es nativa de la selva de África y Madagascar , así como en América del Sur. La discontinuidad geográfica se remonta a una fecha anterior a la separación de estas masas de tierra y la posterior migración, la evolución y la conservación de la especie en hábitats adecuados.

## Géneros
Tiene 3 géneros, 30 especies:
- Marquesia nativa de África.
- Monotes tiene 26 especies, distribuidas por África y Madagascar.
- Pseudomonotes  nativa de  Colombia.